# Dolph Ziggler
Nicholas Theodore "Nic" Nemeth (født 27. juli 1980), bedre kendt under ringnavnet Dolph Ziggler, er en amerikansk wrestler, der wrestler i World Wrestling Entertainment (WWE) på Smackdown-brandet. Han er også tidligere kendt under ringnavnet Nicky, da han var medlem af heel-gruppen Spirit Squad i 2006. 
Nemeth skrev kontrakt med WWE i 2004 og blev sendt til Ohio for at udvikle sig som wrestler. Han fik sin debut på RAW i 2005, og året efter blev han medlem af Spirit Squad under ringnavnet Nicky. Som Nicky vandt han sin første større titel, WWE World Tag Team Championship. Nemeth vendte dog tilbage for at videreudvikle sig og kom først tilbage til WWE i september 2008 med et nyt ringnavn, Dolph Ziggler. I april 2009 skiftede han fra RAW til SmackDown. I sommeren 2010 vandt han for første gang WWE Intercontinental Championship. 